# Herb Schellenbergu

Herb Schellenbergu.

Herb Schellenbergu – jeden z symboli gminy Schellenberg w postaci herbu nadany przez księcia Franciszka Józefa II w 1940 roku, jako drugiej gminie w Liechtensteinie.
Herb stanowi tarcza podzielone na cztery pasy: dwa złote i dwa czarne, gdzie ostatni złoty pas wcina się w nadległy pas trzema blankami. Wygląd herbu bezpośrednio nawiązuje do hrabstwa Schellenberg i hrabiów, którzy na nim panowali w XIV wieku. Złoto i czerń są również barwami gminy Mauren.